# Олбија (понтска)
Олбија (понтска) (Оλβία Ποντική) је древни грчки град основан у VII веку пре н.е, на обали Јужног Буга, близу острва Березањ. Била је главна црноморска емпорија за извоз житарица, рибе и робова у Грчку, као и за увоз атичке робе у Скитију, која је имала трговачки значај више векова. У V веку п. н. е. Олбију је посетио Херодот и оставио најдетаљнији опис античког града и становника.
Сам град је у облику једнакокраког троугла, скоро миљу дуг и пола миље у својој основи. База је са северне и дуге западне стране ограничена јарцима, а источна страна водама Јужног Буга (Ύπανις), овде четири миље широким. Архајски град је заузимао скоро цео простор овог подручја, изузимајући северни сектор, акропољ је био на југу. Касније се град проширио на цео троугао и био утврђен, а акропољ је смештен ближе средишту. Бродови су могли да плове дуж обале реке, до северног дела града. На подручју каснијих акропоља ископан је део добро очуваних кућа, а тврди се да је до краја VI века изведен правилан урбанистички план сличан ранијем плану ове врсте у Смирни (Источни Грчка). Крајем VI века архитектонско обликовање је сложеније, и блиско је савременом начину какво је у Хиосу. Херодот говори о кући коју је скитски кнез Скилес изградио за себе у овом грчком граду „украшену мермерним сфингама и грифонима“. Овај, и други записи, говоре о добрим односима града са Скитима и његовом општем благостању. Најранија керамика је богата и разнолика: посуде од алабастера, остаци архаичних скулптура, бронза и исликани глинени ковчези слични сложенијим направљеним у Источној Грчкој. Светилиште северно од агоре основано је у VI веку, а храм Аполона Делфског (Απολλων Δελφίνιος) изграђен је почетком V. Постоји више наговештаја о утицају скитског стила на локалне производе, па Олбија мора да је била један од важних центара за производњу многих грчко-скитских уметничких дела. Добра илустрација овога је налаз калупа за ливење животињске главе какве су пронађене на многим грчко-скитским објектима. Најраније олбијске кованице вероватно су направљени почетком V века. Оне су необичног облика: одливене у бронзи, нису пресоване. Неке су у облику великих дискова са речним божанствима, главом Горгона или орла са делфином; други су у облику делфина
Од III века град је полако губио свој економски значај. Обновили су га Римљани у мањем обиму и вероватно је био насељен варварима.

## Занимљивост
Пукoвник рускe војскe, Кoнстaнтин Mилoшeвић-Mилисaвљeвић, пoклoниo je, 1906. и 1907. гoдинe, Народном музеју вeлику и знaчајну кoлeкцију грчких ваза из Oлбиje, која броји прeкo 40 пoсудa различите намене (лекити, скифоси, киликси, кратери, арибалоси и др.) и oмoгућaвa дa сe стeкнe jaснa сликa рaзвoja грчкe кeрaмикe и њeних стилoвa – гeoмeтријског, кoринтског, oријентaлног, црнoфигуралног, црвeнoфигурaлног и jужнoитaлског – насталих у временском распону од 9. до 3. века п. н. е.
Излoжбa „Грчка керамика са Црног мора“ организована је као пратећи програм међународног кoнгрeса Зeмљe Дунaвa измeђу Црнoг, Eгејскoг и Jaдрaнскoг мoрa oд 7. вeкa прe н.e. дo 10. вeкa н.e, који јe oдржaн у Бeoгрaду oд 17. дo 21. сeптeмбрa 2013. На њој су приказане и посуде Олбије.